# درست قبل از رفتن من
درست قبل از رفتن من (انگلیسی: Just Before I Go) یک فیلم در ژانر کمدی-درام به کارگردانی کورتنی کاکس است که در سال ۲۰۱۴ منتشر شد.

## بازیگران
- شان ویلیام اسکات
- اولیویا ترلبی
- کیت والش
- گرت دیلاهانت
- کایل گالنر
- راب ریگل
- گریفین گلاک
- جک مک‌گی
- الیشا کاتبرت
- دیوید آرکت
- جک کواید
- میسی پایل
- کلنسی براون
- داین لد